# 慕容越
慕容 越（ぼよう えつ、生没年不詳）は、五胡十六国時代の前燕の人物。昌黎郡棘城県の出身。

## 生涯
前燕に仕え、上党郡太守に任じられ、南安王に封じられていた。
建熙11年（370年）8月、前秦の尚書令王猛は慕容越が守る壷関を攻めた。壷関は陥落して、慕容越は捕らえられた。これにより、周辺の諸郡は相次いで王猛に降伏した。
これ以後の事績は、史書に記されていない。